# 24 (negyedik évad)
A 24 negyedik évadában újra veszély fenyegeti Amerikát.

## Cselekmény
| Figyelem: Itt a 24 televíziós sorozat 4. évadjának cselekményét vagy a végkifejletet is olvashatod. |

Megpróbált kilépni az ördögi körből. Megpróbált új életet kezdeni. Talált egy nőt, aki szereti. Sokáig tartott, míg Jack Bauer végre ismét jól érezte magát. Ekkor azonban elkezdődött a negyedik nap…
Több, mint egy év telt el azóta, hogy Jack Bauer megmentette Los Angeles városát a halálos Cordilla vírustól. Jack, miután a Terrorelhárításnál (CTU) nem volt maradása, új életet kezdett, s James Heller védelmi miniszter tanácsadójaként dolgozik. A minisztert képviselve érkezik a Terrorelhárításhoz, ahol felélednek benne a régi emlékek... A régi ösztönök is. Egy reggeli bombamerénylet gyanúsítottjával kapcsolatban az az érzése támad, hogy jóval többről van szó, mint azt bárki is gondolná. S bár a CTU vezetője nem hisz neki, Jacknek most is igaza van. Arra azonban még ő sem számít, hogy a hozzá legközelebb álló személy is veszélybe kerülhet. Az ügy innentől kezdve személyessé válik…
Bauer ügynököt magával rántják az események, s kezdetét veszi egy újabb szörnyű nap, amely könnyen tragikus véget érhet Amerika legveszélyesebb ügynöke számára…
24 óra alatt minden eldől.
|  | Itt a vége a cselekmény részletezésének! |

## Epizódlista
| EP# | Nyelv     | Cím                                     | Rendező(k) | Forgatókönyvíró(k)            | Első vetítés      | Prod. kód |
| --- | --------- | --------------------------------------- | ---------- | ----------------------------- | ----------------- | --------- |
| 1   | HUN · USA | 7 és 8 óra között 7:00 a.m. – 8:00 a.m. | Jon Cassar | Joel Surnow és Michael Loceff | – 2005. január 9. | 4AFF01    |
| -   |           |                                         |            |                               |                   |           |
| 2   | HUN · USA | és óra között :00 p.m.-:00 p.m.         |            | és                            | –                 |           |
| -   |           |                                         |            |                               |                   |           |
| 3   | HUN · USA | és óra között :00 p.m.-:00 p.m.         |            | és                            | –                 |           |
| -   |           |                                         |            |                               |                   |           |
| 4   | HUN · USA | és óra között :00 p.m.-:00 p.m.         |            | és                            | –                 |           |
| -   |           |                                         |            |                               |                   |           |
| 5   | HUN · USA | és óra között :00 p.m.-:00 p.m.         |            | és                            | –                 |           |
| -   |           |                                         |            |                               |                   |           |
| 6   | HUN · USA | és óra között :00 p.m.-:00 p.m.         |            | és                            | – 2010.           |           |
| -   |           |                                         |            |                               |                   |           |
| 7   | HUN · USA | és óra között :00 p.m.-:00 p.m.         |            | és                            | –                 |           |
| -   |           |                                         |            |                               |                   |           |
| 8   | HUN · USA | és óra között :00 a.m.-:00 a.m.         |            | és                            | –                 |           |
| -   |           |                                         |            |                               |                   |           |
| 9   | HUN · USA | és óra között :00 a.m.-:00 a.m.         |            | és                            | –                 |           |
| -   |           |                                         |            |                               |                   |           |
| 10  | HUN · USA | és óra között :00 a.m.-:00 a.m.         |            | és                            | –                 |           |
| -   |           |                                         |            |                               |                   |           |
| 11  | HUN · USA | és óra között :00 a.m.-:00 a.m.         |            | és                            | – 2010.           |           |
| -   |           |                                         |            |                               |                   |           |
| 12  | HUN · USA | és óra között :00 a.m.-:00 a.m.         |            | és                            | –                 |           |
| -   |           |                                         |            |                               |                   |           |
| 13  | HUN · USA | és óra között :00 a.m.-:00 a.m.         |            | és                            | –                 |           |
| -   |           |                                         |            |                               |                   |           |
| 14  | HUN · USA | és óra között :00 a.m.-:00 a.m.         |            | és                            | –                 |           |
| -   |           |                                         |            |                               |                   |           |
| 15  | HUN · USA | és óra között :00 a.m.-:00 a.m.         |            | és                            | –                 |           |
| -   |           |                                         |            |                               |                   |           |
| 16  | HUN · USA | és óra között :00 a.m.-:00 a.m.         |            | és                            | –                 |           |
| -   |           |                                         |            |                               |                   |           |
| 17  | HUN · USA | és óra között :00 a.m.-:00 a.m.         |            | és                            | –                 |           |
| -   |           |                                         |            |                               |                   |           |
| 18  | HUN · USA | és óra között :00 a.m.-:00 a.m.         |            | és                            | –                 |           |
| -   |           |                                         |            |                               |                   |           |
| 19  | HUN · USA | és óra között :00 a.m.-:00 a.m.         |            | és                            | –                 |           |
| -   |           |                                         |            |                               |                   |           |
| 20  | HUN · USA | és óra között :00 a.m.-:00 a.m.         |            | és                            | –                 |           |
| -   |           |                                         |            |                               |                   |           |
| 21  | HUN · USA | és óra között :00 a.m.-:00 a.m.         |            | és                            | –                 |           |
| -   |           |                                         |            |                               |                   |           |
| 22  | HUN · USA | és óra között :00 a.m.-:00 a.m.         |            | és                            | –                 |           |
| -   |           |                                         |            |                               |                   |           |
| 23  | HUN · USA | és óra között :00 a.m.-:00 a.m.         |            | és                            | –                 |           |
| -   |           |                                         |            |                               |                   |           |
| 24  | HUN · USA | és óra között :00 a.m.-:00 a.m.         |            | és                            | –                 |           |
| -   |           |                                         |            |                               |                   |           |

Megjegyzés: a produkciós kódok a TV.com Archiválva 2019. május 20-i dátummal a Wayback Machine-ben honlapjáról származnak.